# 普雷圣马丁
普雷圣马丹（法語：Pré-Saint-Martin，法語發音：[pʁe sɛ̃ maʁtɛ̃]）是法国厄尔-卢瓦省的一个市镇，位于该省南部，属于沙托丹区。

## 地理
普雷圣马丹（48°13'17"N, 1°28'35"E）面积7.25 平方千米，位于法国中央-卢瓦尔河谷大区厄尔-卢瓦省，该省份为法国北部内陆省份，北起顺时针与厄尔省、伊夫林省、埃松省、卢瓦雷省、卢瓦-谢尔省、萨尔特省和奧恩省接壤。
与普雷圣马丹接壤的市镇（或旧市镇、城区）包括：勒戈-圣但尼、普雷圣埃夫鲁、莫里耶。
普雷圣马丹的时区为UTC+01:00、UTC+02:00（夏令时）。

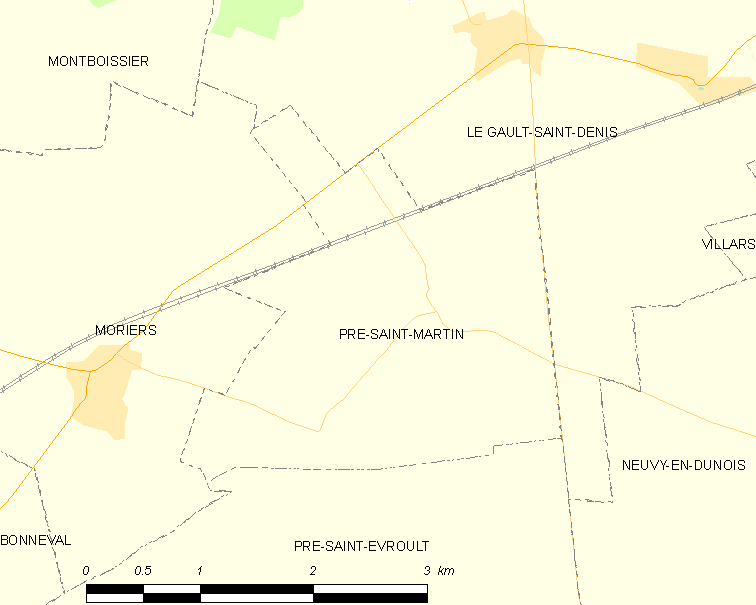
普雷圣马丹的OSM定位图

## 行政
普雷圣马丹的邮政编码为28800，INSEE市镇编码为28306。

## 政治
普雷圣马丹所属的省级选区为莱维拉日沃韦安县。

## 人口

1962-2008年间普雷圣马丹人口变化图示

普雷圣马丹于2022年1月1日时的人口数量为176人。